# 여에스더
여에스더(呂에스더, 1965년 5월 11일 ~ )는 대한민국의 예방 의학박사인 가정의학과 전문의이자 사업가이다.

## 이력
본관은 성산(星山)이며 대구에서 출생하였고 한때 경상남도 함양과 경상북도 성주에 잠시 유년기를 보낸 적이 있는 그녀는 모교인 서울대학교 의과대학 전임교수를 역임하였으며 한때는 피부과 전문의 및 예비역 대한민국 육군 중위 함익병 원장과 동반 개업하여 서울 함익병 & 에스더 피부과 예방의학 클리닉 부원장을 지내었다가, 1994년 홍혜걸이 결혼하였으며, 슬하는 2남으로 두고 있다. 현재는 서울 에스더포뮬러 대표이사를 지내고 있다.

## 학력
- 대구경명중학교
- 대구남산고등학교
- 서울대학교 의과대학 의학 학사
- 서울대학교 대학원 의학과 예방의학 전공 의학석사 (학위논문명: 한국여성에서 육체적 활동량과 골다공증 발생 위험과의 관련성에 관한 환자 대조군 연구)
- 서울대학교 대학원 의학과 예방의학 전공 의학박사 (학위논문명: Cu/Zn superoxide dismutase 발현 세포주에서 성장호르몬의 세포보호 및 성장효과에 대한 연구)

## 저서
- 《여성과 건강》
- 《13세까지의 건강이 아이의 머리를 지배한다》
- 《노화와 성인병을 일으키는 주범 나잇살》
- 《올리브잎 100세 건강에 도전한다》
- 《영양 전문가 여에스더 박사가 들려주는 나잇살》

## 방송 출연
- MBN 《속풀이쇼 동치미》
- TV조선 《아내의 맛》
- MBC 《생방송 행복드림 로또 6/45》 859회 게스트 홍혜걸과 함께
- KBS1 《TV는 사랑을 싣고》
- KBS1 《아침마당》
- KBS2 《펫 비타민》
- MBC  《미스터리 음악쇼 복면가왕》
- KBS2 《사장님 귀는 당나귀 귀》

## 가족 관계
- 배우자 :

- - 장남 : 홍성우 (1995년 ~ )
  - 차남 : 홍영우 (1996년 ~ )